# Copa da UEFA de 1980–81
A Copa da UEFA de 1980-81 foi a décima edição da Copa da UEFA, vencida pelo Ipswich Town em vitória sobre o AZ Alkmaar no conjunto (3–0 e 2–4). Contou com a participação de 64 clubes. O AS Saint-Étienne aplicou a maior goleada da competição, ao fazer 7–0 duas vezes no KuPS.
De acordo com a decisão 1979 UEFA, os critérios de entrada Fairs Cup foram finalmente abolidos e ranking da UEFA foi introduzido.

## Primeira fase
| Equipe 1               | Total  | Equipe 2                     | 1.º jogo     | 2.º jogo          |
| ---------------------- | ------ | ---------------------------- | ------------ | ----------------- |
| Zbrojovka Brno         | 5–1    | SK VOEST Linz                | 3–1 (Report) | 2–0 (Report)      |
| 1. FC Kaiserslautern   | (a)3–3 | R.S.C. Anderlecht            | 1–0 (Report) | 2–3 (Report)      |
| Magdeburg              | 5–3    | Moss F.K.                    | 2–1 (Report) | 3–2 (Report)      |
| AZ Alkmaar             | 10–0   | FA Red Boys Differdange      | 6–0 (Report) | 4–0 (Report)      |
| Ballymena United       | 2–4    | FC Vorwärts Frankfurt        | 2–1 (Report) | 0–3 (Report)      |
| Dynamo Dresden         | 2–0    | Napredak Kruševac            | 1–0 (Report) | 1–0 (Report)      |
| FC Argeş Piteşti       | 0–2    | F.C. Utrecht                 | 0–0 (Report) | 0–2 (Report)      |
| FC Bohemians Praha     | 4–3    | Sporting de Gijón            | 3–1 (Report) | 1–2 (Report)      |
| FC Dynamo Kyiv         | 1–1(a) | PFC Levski Sofia             | 1–1 (Report) | 0–0 (Report)      |
| FC Shakhtar Donetsk    | 1–3    | Eintracht Frankfurt          | 1–0 (Report) | 0–3 (Report)      |
| FC Sochaux-Montbeliard | 3–2    | Servette FC                  | 2–0 (Report) | 1–2 (Report)      |
| FC Twente              | 5–3    | IFK Göteborg                 | 5–1 (Report) | 0–2 (Report)      |
| Fenerbahçe SK          | 1–3    | PFC Beroe Stara Zagora       | 0–1 (Report) | 1–2 (Report)      |
| F.C. Porto             | 1–0    | Dundalk F.C.                 | 1–0 (Report) | 0–0 (Report)      |
| Grasshoppers           | 8–3    | Kjobenhavns Boldklub         | 3–1 (Report) | 5–2 (Report)      |
| Hamburger SV           | 7–5    | FK Sarajevo                  | 4–2 (Report) | 3–3 (Report)      |
| IF Elfsborg            | 1–2    | St Mirren F.C.               | 1–2 (Report) | 0–0 (Report)      |
| Ipswich Town F.C.      | 6–4    | Aris Thessaloniki F.C.       | 5–1 (Report) | 1–3 (Report)      |
| IA                     | 0–10   | 1. FC Köln                   | 0–4 (Report) | 0–6 (Report)      |
| Juventus               | 6–4    | Panathinaikos                | 4–0 (Report) | 2–4 (Report)      |
| KSC Lokeren            | 2–1    | FC Dynamo Moscow             | 1–1 (Report) | 1–0 (Report)      |
| KuPS                   | 0–14   | AS Saint-Étienne             | 0–7 (Report) | 0–7 (Report)      |
| LASK Linz              | 2–6    | Radnički Niš                 | 1–2 (Report) | 1–4 (Report)      |
| Manchester United      | 1–1(a) | Widzew Łódź                  | 1–1 (Report) | 0–0 (Report)      |
| PSV Eindhoven          | 3–2    | Wolverhampton Wanderers F.C. | 3–1 (Report) | 0–1 (Report)      |
| Molenbeek              | 3–4    | Torino                       | 1–2 (Report) | 2–2(aet) (Report) |
| Śląsk Wrocław          | 2–7    | Dundee United F.C.           | 0–0 (Report) | 2–7 (Report)      |
| Sliema Wanderers F.C.  | 0–3    | FC Barcelona                 | 0–2 (Report) | 0–1 (Report)      |
| Standard Liège         | 3–2    | Steaua București             | 1–1 (Report) | 2–1 (Report)      |
| Ujpest FC              | 1–2    | Real Sociedad                | 1–1 (Report) | 0–1 (Report)      |
| Vasas SC               | 1–2    | Boavista F.C.                | 0–2 (Report) | 1–0 (Report)      |
| VfB Stuttgart          | 10–1   | Pezoporikos Larnaca          | 6–0 (Report) | 4–1 (Report)      |

## Segunda fase
| Equipe 1               | Total  | Equipe 2              | 1.º jogo     | 2.º jogo          |
| ---------------------- | ------ | --------------------- | ------------ | ----------------- |
| Zbrojovska Brno        | 2–3    | Real Sociedad         | 1–1 (Report) | 1–2 (Report)      |
| 1. FC Kaiserslautern   | 2–4    | Standard Liège        | 1–2 (Report) | 1–2 (Report)      |
| 1. FC Köln             | 4–1    | FC Barcelona          | 0–1 (Report) | 4–0 (Report)      |
| Dundee United F.C.     | 1–1(a) | KSC Lokeren           | 1–1 (Report) | 0–0 (Report)      |
| F.C. Utrecht           | 3–4    | Eintracht Frankfurt   | 2–1 (Report) | 1–3 (Report)      |
| FC Sochaux-Montbeliard | 3–2    | Boavista F.C.         | 2–2 (Report) | 1–0 (Report)      |
| FC Twente              | 1–1(a) | Dynamo Dresden        | 1–1 (Report) | 0–0 (Report)      |
| F.C. Porto             | 2–3    | Grasshoppers          | 2–0 (Report) | 0–3(aet) (Report) |
| Ipswich Town F.C.      | 3–2    | FC Bohemians Praha    | 3–0 (Report) | 0–2 (Report)      |
| PFC Beroe Stara Zagora | 1–3    | Radnički Niš          | 0–1 (Report) | 1–2 (Report)      |
| PFC Levski Sofia       | 1–6    | AZ Alkmaar            | 1–1 (Report) | 0–5 (Report)      |
| PSV Eindhoven          | 2–3    | Hamburger SV          | 1–1 (Report) | 1–2 (Report)      |
| St Mirren F.C.         | 0–2    | AS Saint-Étienne      | 0–0 (Report) | 0–2 (Report)      |
| Torino                 | 3–2    | Magdeburg             | 3–1 (Report) | 0–1 (Report)      |
| VfB Stuttgart          | 7–2    | FC Vorwärts Frankfurt | 5–1 (Report) | 2–1 (Report)      |
| Widzew Łódź            | (p)4–4 | Juventus              | 3–1 (Report) | 1–3 (Report)      |

## Terceira fase
| Equipe 1            | Total  | Equipe 2               | 1.º jogo     | 2.º jogo          |
| ------------------- | ------ | ---------------------- | ------------ | ----------------- |
| Eintracht Frankfurt | 4–4(a) | FC Sochaux-Montbeliard | 4–2 (Report) | 0–2 (Report)      |
| Grasshoppers        | (p)3–3 | Torino                 | 2–1 (Report) | 1–2 (Report)      |
| Hamburger SV        | 0–6    | AS Saint-Étienne       | 0–5 (Report) | 0–1 (Report)      |
| Ipswich Town F.C.   | 5–1    | Widzew Łódź            | 5–0 (Report) | 0–1 (Report)      |
| KSC Lokeren         | 3–2    | Real Sociedad          | 1–0 (Report) | 2–2 (Report)      |
| Radnički Niš        | 2–7    | AZ Alkmaar             | 2–2 (Report) | 0–5 (Report)      |
| Standard Liège      | 5–2    | Dynamo Dresden         | 1–1 (Report) | 4–1 (Report)      |
| VfB Stuttgart       | 4–5    | 1. FC Köln             | 3–1 (Report) | 1–4(aet) (Report) |

## Quartas-de-final
| Equipe 1       | Total | Equipe 2     | 1.º jogo     | 2.º jogo     |
| -------------- | ----- | ------------ | ------------ | ------------ |
| Saint-Étienne  | 2–7   | Ipswich Town | 1–4 (Report) | 1–3 (Report) |
| AZ '67         | 2–1   | KSC Lokeren  | 2–0 (Report) | 0–1 (Report) |
| Grasshoppers   | 1–2   | Sochaux      | 0–0 (Report) | 1–2 (Report) |
| Standard Liège | 2–3   | 1. FC Köln   | 0–0 (Report) | 2–3 (Report) |

## Semifinais
| Equipe 1     | Total | Equipe 2   | 1.º jogo     | 2.º jogo     |
| ------------ | ----- | ---------- | ------------ | ------------ |
| Sochaux      | 3–4   | AZ '67     | 1–1 (Report) | 2–3 (Report) |
| Ipswich Town | 2–0   | 1. FC Köln | 1–0 (Report) | 1–0 (Report) |

## Final
| Equipe 1     | Total | Equipe 2 | 1.º jogo     | 2.º jogo     |
| ------------ | ----- | -------- | ------------ | ------------ |
| Ipswich Town | 5–4   | AZ '67   | 3–0 (Report) | 2–4 (Report) |

1. ↑  1979 ranking